# Jozef De Kesel
Jozef De Kesel (Gent, 17. lipnja 1947.) belgijski je katolički prelat koji je služio kao nadbiskup Mechelena-Brusselsa od 2015. do 2023. godine.
Papa Franjo imenovao je De Kesela kardinalom na konzistoriju 19. studenog 2016. godine.